# David Izenzon
David Izenzon (Pittsburgh, Pennsylvanie, 17 mai 1932 - New York, New York, 8 octobre 1979) est un contrebassiste et un compositeur de jazz américain.
Il s'est fait connaître notamment par ses collaborations avec le saxophoniste Ornette Coleman, ainsi qu'avec d'autres grandes figures du mouvement free jazz. Dans les années 1970, il a également mené une carrière de psychothérapeute, à la suite de l'obtention d'un diplôme de l'Indiana Northwestern University.

## Biographie

### Les débuts
Bien que David Izenzon chante déjà à la synagogue dès son enfance, ce n'est qu'à l'âge de 24 ans, en 1956, qu'il s'initie à la contrebasse. Les cinq années qui suivent sont pour lui l'occasion de se produire dans les boîtes de nuit de Pittsburgh, avec, entre autres, le pianiste Dodo Marmarosa. En 1961, une bourse d'études lui permet de s'établir à New York et d'étudier à la Manhattan School of Music sous l'égide de Fred Zimmermann. Il y obtient une maîtrise en contrebasse classique. À cette époque il fait la connaissance de plusieurs musiciens qui auront une influence déterminante sur sa carrière: Eric Dolphy, Paul Bley, Archie Shepp et surtout Ornette Coleman, qui l'engage dans son trio aux côtés du batteur Charles Moffett, et avec qui il enregistre en 1962 son premier disque Town Hall, 1962. 

### Les années 1960

#### Avec Ornette Coleman
Entre 1962 et 1967, il enregistre une dizaine d'albums et participe à plusieurs tournées européennes du trio de Coleman. À cet égard, les deux disques At the Golden Circle volumes 1 et 2, enregistrés à Stockholm les 3 et 4 décembre 1965, constituent un important témoin de ces prestations en concert. En 1966, ce même trio signe la musique des films Who's Crazy?/La clef des champs et Chappaqua. Le 21 juillet 1967, on retrouve Izenzon avec Coleman, Moffet et Charlie Haden, jouant aux funérailles de John Coltrane à l'église St. Peter de New York. C'est d'ailleurs cette formule de quartette avec deux contrebasses qui est retenue en vue des prochaines tournées et enregistrements, Ed Blackwell remplaçant Moffet.  Au sein de ce nouveau groupe, David Izenzon enregistre en 1968 la plage AOS, ainsi que plusieurs autres inédites, avec Yoko Ono sur l'album Yoko Ono/Plastic Ono Band. 

#### Autres activités
Durant ces années, Izenzon enregistre avec plusieurs autres artistes, tels que Toshiko Akiyoshi et Steve Kuhn (The Country & Western Sound for Jazz Pianos, 1963), Sonny Rollins (The Standard Sonny Rollins, 1964), Archie Shepp (Further Fire Music, 1965) et Perry Robinson au sein d'un obscur trio, Uni trio, dont ne subsistent que quelques enregistrements privés jamais commercialisés. Tout au long de cette période, il se consacre également à la pédagogie (les contrebassistes Gary Peacock et John Lindberg suivent ses cours), et finit par rejoindre le Bronx Community College, où il enseigne la théorie et l'histoire de la musique de 1968 à 1971. 

### Les années 1970
Au début des années 1970, il quitte l'enseignement et la plupart de ses engagements pour prendre soin de son fils Solomon, aveugle et muet, victime de lésions cérébrales prénatales. En hommage rendu à tous ceux qui ont aidé son fils pendant ses traitements, il écrit en 1975 un opéra intitulé How Music Can Save The World. Il revient à la musique active lorsqu'en 1977 Paul Motian l'invite à joindre son trio (Charles Brackeen est aux saxophones). En septembre de la même année, il enregistre avec ce trio le disque Dance, qui paraît chez ECM. Suivent quelques tournées avant que David Izenzon s'éteigne le 8 octobre 1979, à l'âge de 47 ans, des suites d'une crise cardiaque. 

## Esthétique
L'authenticité du langage de David Izenzon repose en grande partie sur sa maîtrise de l'archet, dont il est un des pionniers dans l'univers du free jazz et de la musique improvisée. Cela est dû principalement à sa formation classique. Au contact des jazzmen, sa virtuosité a trouvé son terrain d'expression dans une sonorité large, une inventivité mélodique sans cesse renouvelée et une grande aptitude à échanger avec le soliste principal. Il sait également s'aventurer dans les limites de son instrument, jouant avec aisance de longs passages exclusivement en harmoniques.

Fait à noter, il n'a jamais lui-même enregistré sous son nom. Ainsi, David Izenzon semble être resté dans l'ombre de ceux qu'il a fidèlement accompagnés tout au long de sa vie.

## Une deuxième passion: la psychologie
Parallèlement à ses activités de musicien, Izenzon entreprend dès 1967 des études en psychologie à l'université de l'Indiana. En 1973, à la suite de l'obtention de son diplôme de psychothérapie, il ouvre un cabinet de consultations à New York. Touché par les divers problèmes reliés aux drogues qui guettent les musiciens de son entourage, il fonde en 1978 une association, "Pot Smokers Anonymous", qui organise des soirées d'échanges entre fumeurs de cannabis, sous forme de thérapies de groupe.